# Ravine Sentie
Die Ravine Sentie ist ein Bach im Osten von Dominica im Parish Saint David.

## Geographie
Die Ravine Sentie entspringt im Südhang des nördlichen Kraterrands von Saint Sauveur. Die Ravine Sentie ist dabei der östlichste Zufluss der Ravine Fille und grenzt an das Einzugsgebiet des Kola Sarri River. Er fließt stetig nach Süden und mündet bald in die Ravine Fille (links, N).